# Guerra de los Religioneros
La Guerra de los Religioneros fue un movimiento militar católico que se desarrolló en México entre 1873 y 1876.

## Antecedentes
Durante la administración lerdista el gobierno federal decidió reformar la Constitución mediante un decreto el 25 de septiembre de 1873, conocido como las Leyes de Reforma. El gobierno entonces favoreció la difusión de manera oficial del protestantismo, prohibiendo además las manifestaciones o actos religiosos fuera de los templos. Fue enviado el general Mariano Escobedo a reprimirla, lo que logró lentamente.

## Conflicto religioso
Estas actividades provocaron un alzamiento católico, que fue conocido como el de los Religioneros, siendo este un precedente de la Guerra Cristera. Los primeros levantamientos tuvieron lugar en noviembre de 1873 en Morelia, Zinacantepec, Dolores Hidalgo, León, Jonacatepec, Temascaltepec y Tejupilco. 
En enero de 1874, los levantamientos se extendieron al grito de ¡Viva la Religión! ¡Muera el mal gobierno! ¡Mueran los protestantes!. Cabecillas religioneros como Jesús González, Benito Mesa, Domingo Juárez, Gabriel Torres, Antonio Reza, Jesús Soravilla y Socorro Reyes participaron en esta guerra.

## Fin de la guerra
La guerra llegó a su fin cuando el general Porfirio Díaz derribó a Sebastián Lerdo de Tejada durante la Revolución de Tuxtepec, desapareciendo el movimiento religionero, pues ya no existía razón de ser cuando Díaz pactó con la Iglesia.